# Блажи
Блажи — деревня в северной части Пушкиногорского района Псковской области. Входит в состав городского поселения Пушкиногорье.
Расположена в 8 км к северо-западу от административного центра района — посёлка городского типа Пушкинские Горы.

## Население
| 2001 | 2002 | 2010 |
| ---- | ---- | ---- |
| 171  | ↘136 | ↘125 |

Численность населения деревни по оценке на конец 2010 года составляла 171 человек.

## История
До 3 июня 2010 года деревня была административным центром ныне упразднённого сельского поселения Зарецкая волость.